# Porsche 944

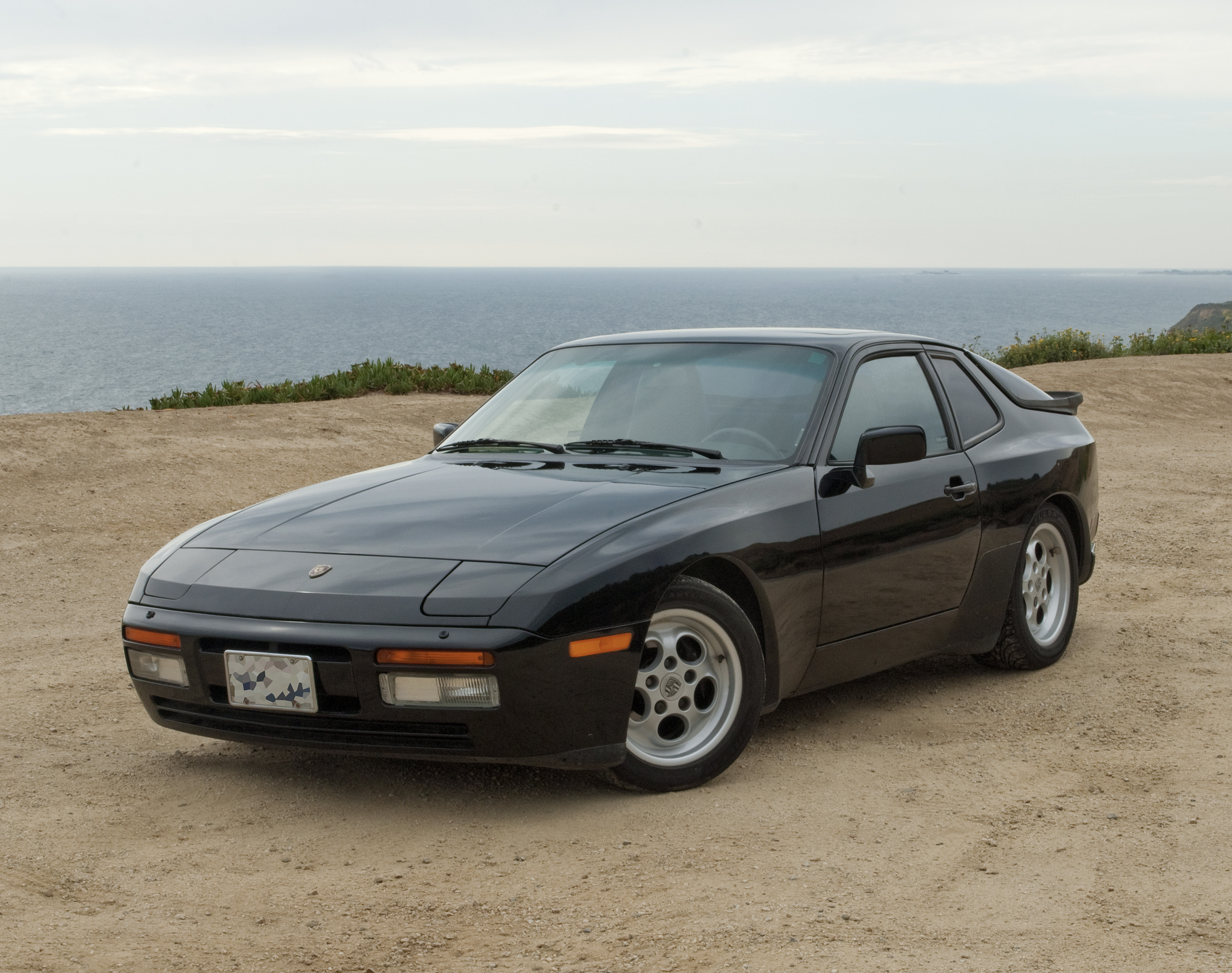
Porsche 944.

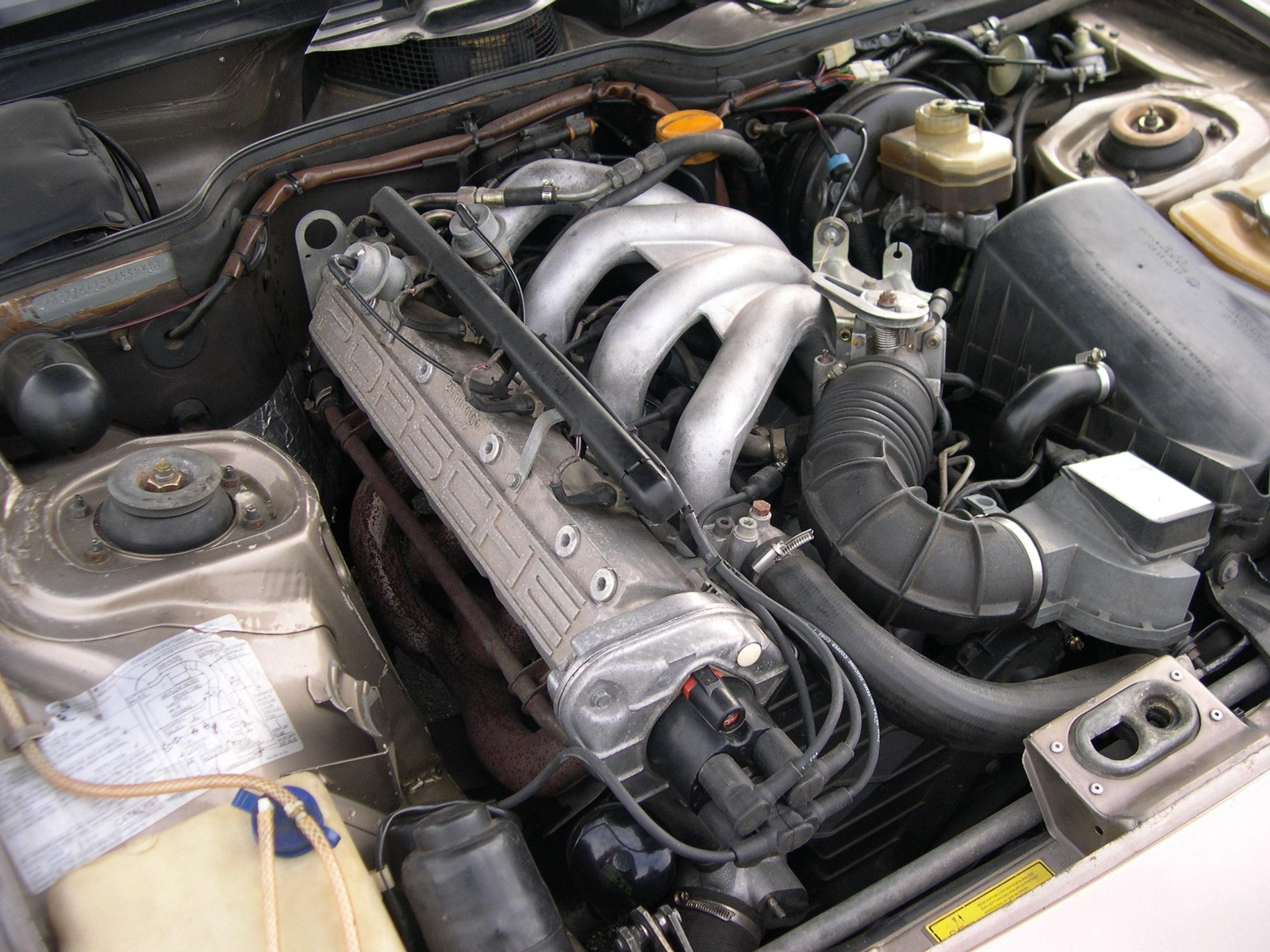
944-motor från 1986.

Porsche 944 är en bilmodell från Porsche och fanns från 1982 till och med 1991.
Bilen var en efterföljare till Porsche 924. Modellen förde med sig en rad förbättringar på bland annat kaross med breddade hjulhus, motor och bromsar. Inredningen var dock likadan som i föregångaren Porsche 924 fram till 1985 då den nyare inredningen lanserades. Kännetecken för denna är bl.a. rundare former på instrumentbrädan. Bilar från 1985 med den nya instrumenteringen kallas populärt för 1985B eller 1985/2.
Motorn är en frontmonterad 4-cylindrig 8V-Porschemotor med en slagvolym på 2,5 liter, som producerar 163 hästkrafter. Liksom 924 var 944 en bil med mycket god väghållning tack vare en närmast perfekt viktfördelning i bilen.
1986 kom turbomodellen Porsche 951, som var förbättrad på en rad olika punkter och exteriört utrustades bilen med en ny modernare front som den sedermera kom att dela med 944 S2.
1987 kom 944S med en 16V-motor med 190 hästkrafter.
1988 kom specialmodellen Turbo S med större turbo, 250hk och diffbroms. Året därefter fick även den vanliga turbomodellen samma prestanda.
1989 lanserades 944S2 med 16V-motor på tre liter och 211 hästkrafter. Motorn var på sin tid världens största fyrcylindriga motor i serieproduktion. S2 fick samma kaross som 944 Turbo samt större bromsar och 16" design 90-fälgar. 0-100 gick på 6.2s och toppfarten var omkring 240 km/h.
Porsche 944 såldes i ett mycket stort antal exemplar och betraktades av Porsche som en succé. 1992 ersattes den av Porsche 968. Bland 911-anhängare anser en del att 944 inte är någon riktig Porsche då motorn inte är monterad bak som på Porsche 911-modellen.[källa behövs]  En del 911-puritaner har aldrig heller accepterat vare sig Porsche Boxster eller Porsche 955 Cayenne som riktiga porschar.[källa behövs]

## Specialmodeller
- Porsche 944 Turbo Cup, se Porsche 951
- Porsche 944 Turbo S, se Porsche 951
- Porsche 944S2
- Porsche 944S